# Copa do Mundo de Clubes da FIFA de 2019
A Copa do Mundo de Clubes da FIFA de 2019 foi a 16.ª edição desta competição realizada anualmente pela Federação Internacional de Futebol (FIFA) reunindo os campeões continentais e o campeão do país anfitrião. Foi disputada pela primeira vez no Catar, de 11 a 21 de dezembro.
O Liverpool, da Inglaterra conquistou seu primeiro título dessa competição após vencer o Flamengo, do Brasil por 1–0 na final.

## Processo de escolha
Com a proposta de uma "nova competição histórica de clubes", segundo o Conselho da FIFA, o "novo real torneio de clubes", segundo Gianni Infantino, resultando na criação do Mundial de Clubes FIFA, a FIFA atrasou o anúncio de um anfitrião. Um anfitrião deveria ser anunciado pela FIFA em 15 de março de 2019, embora isso tenha sido adiado mais tarde. Em 28 de maio de 2019, a FIFA anunciou que o anfitrião do torneio de 2019 e 2020 seria nomeado na reunião do Conselho da FIFA em Paris, França, em 3 de junho de 2019.
O Catar foi apontado como o anfitrião dos torneios de 2019 e 2020 em 3 de junho de 2019, servindo como eventos de teste antes da realização da Copa do Mundo FIFA de 2022, que será realizada no país. A Copa do Mundo de Clubes manteve seu formato original antes da reforma em 2021.

## Equipes classificadas
| Confederação                                         | Equipe                          | Classificação                                    | Participação                    |
| Disputa a partir das semifinais                      | Disputa a partir das semifinais | Disputa a partir das semifinais                  | Disputa a partir das semifinais |
| ---------------------------------------------------- | ------------------------------- | ------------------------------------------------ | ------------------------------- |
| CONMEBOL                                             | Flamengo                        | Campeão da Copa Libertadores da América de 2019  | 1ª                              |
| UEFA                                                 | Liverpool                       | Campeão da Liga dos Campeões da UEFA de 2018–19  | 2ª (2005)                       |
| Disputa a partir das quartas de finais               |                                 |                                                  |                                 |
| AFC                                                  | Al-Hilal                        | Campeão da Liga dos Campeões da AFC de 2019      | 1ª                              |
| CAF                                                  | Espérance de Tunis              | Campeão da Liga dos Campeões da CAF de 2018–19   | 3ª (2011 e 2018)                |
| CONCACAF                                             | Monterrey                       | Campeão da Liga dos Campeões da CONCACAF de 2019 | 4ª (2011, 2012 e 2013)          |
| Disputa a partir do playoff para as quartas de final |                                 |                                                  |                                 |
| OFC                                                  | Hienghène Sport                 | Campeão da Liga dos Campeões da OFC de 2019      | 1ª                              |
| País-sede                                            | Al-Sadd                         | Campeão da Qatar Stars League de 2018–19         | 2ª (2011)                       |

## Arbitragem
Esta é a lista de árbitros e assistentes que atuaram na competição.
| Confederação | Árbitros                  | Assistentes                                 | Árbitros de vídeo                           | Árbitro reserva        |
| ------------ | ------------------------- | ------------------------------------------- | ------------------------------------------- | ---------------------- |
| AFC          | QAT Abdulrahman Al-Jassim | QAT Taleb Al-Marri QAT Saoud Al-Maqaleh     | CHN Fu Ming                                 |                        |
| CAF          | ALG Mustapha Ghorbal      | EGY Mahmoud Abouelregal ALG Mokrane Gourari | GAM Bakary Gassama                          |                        |
| CONCACAF     | USA Ismail Elfath         | USA Kyle Atkins USA Corey Parker            | IRL Alan Kelly                              |                        |
| CONMEBOL     | CHI Roberto Tobar         | CHI Christian Schiemann CHI Claudio Ríos    | URU Esteban Ostojich                        |                        |
| OFC          |                           |                                             |                                             | TAH Abdelkader Zitouni |
| UEFA         | ROU Ovidiu Hațegan        | ROU Octavian Șovre ROU Sebastian Gheorghe   | ESP Juan Martínez Munuera FRA Benoît Millot |                        |

## Sedes
A FIFA anunciou as sedes em 30 de setembro de 2019. Em 7 de dezembro, a FIFA anunciou a troca do estádio da final, da disputa do terceiro lugar e da partida do Liverpool. O estádio da Cidade da Educação, mesmo pronto, não teve tempo para o processo de certificação e testes.
| Doha | Doha                          | Doha                     |
| ---- | ----------------------------- | ------------------------ |
| Doha | Estádio Internacional Khalifa | Estádio Jassim Bin Hamad |
| Doha | Capacidade: 45 416            | Capacidade: 11 918       |
| Doha |                               |                          |

## Elencos
Cada equipe precisou nomear uma lista contendo 23 jogadores (três destes obrigatoriamente precisam ser goleiros). Trocas por lesão foram aceitas até 24 horas antes da primeira partida da equipe.

## Partidas
Um sorteio foi realizado em 16 de setembro de 2019 na sede da FIFA em Zurique para definir os confrontos das quartas de final (vencedor do play-off e as equipes da AFC, CAF e CONCACAF) e os oponentes dos vencedores das quartas de final nas semifinais (equipes da CONMEBOL e UEFA). No momento do sorteio a identidade das equipes da AFC e da CONMEBOL não eram conhecidas.
|  |                                 |                                 |                                 |          |                                |                                |                |                |            |            |  |  |                                 |                                 |
|  | Play-off                        | Play-off                        |                                 |          | Quartas de final               | Quartas de final               |                |                | Semifinais | Semifinais |  |  | Final                           | Final                           |
|  | 11 de dezembro – Doha (Jassim)  |                                 |                                 |          |                                |                                |                |                |            |            |  |  |                                 |                                 |
|  | Al-Sadd (pro)                   | 3                               |                                 |          | 14 de dezembro – Doha (Jassim) | 14 de dezembro – Doha (Jassim) |                |                |            |            |  |  |                                 |                                 |
|  | Al-Sadd (pro)                   | 3                               |                                 |          | 14 de dezembro – Doha (Jassim) | 14 de dezembro – Doha (Jassim) |                |                |            |            |  |  |                                 |                                 |
|  | Hienghène Sport                 | 1                               |                                 |          | Monterrey                      | 3                              |                |                |            |            |  |  |                                 |                                 |
|  | Hienghène Sport                 | 1                               | 18 de dezembro – Doha (Khalifa) |          | Monterrey                      | 3                              |                |                |            |            |  |  |                                 |                                 |
|  |                                 |                                 |                                 |          | Al-Sadd                        | 2                              |                |                |            |            |  |  |                                 |                                 |
|  | Monterrey                       | 1                               |                                 |          | Al-Sadd                        | 2                              |                |                |            |            |  |  |                                 |                                 |
|  | Monterrey                       | 1                               |                                 |          |                                |                                |                |                |            |            |  |  |                                 |                                 |
|  |                                 |                                 | Liverpool                       | 2        |                                |                                |                |                |            |            |  |  |                                 |                                 |
|  |                                 |                                 | Liverpool                       | 2        |                                |                                |                |                |            |            |  |  |                                 |                                 |
|  |                                 |                                 | 21 de dezembro – Doha (Khalifa) |          |                                |                                |                |                |            |            |  |  |                                 |                                 |
|  |                                 |                                 |                                 |          |                                |                                |                |                |            |            |  |  |                                 |                                 |
|  | Liverpool (pro)                 | 1                               |                                 |          |                                |                                |                |                |            |            |  |  |                                 |                                 |
|  | Liverpool (pro)                 | 1                               | 14 de dezembro – Doha (Jassim)  |          |                                |                                |                |                |            |            |  |  |                                 |                                 |
|  |                                 | Flamengo                        | 0                               |          |                                |                                |                |                |            |            |  |  |                                 |                                 |
|  |                                 |                                 | 0                               | Al-Hilal | 1                              |                                |                |                |            |            |  |  |                                 |                                 |
|  | 17 de dezembro – Doha (Khalifa) |                                 |                                 | Al-Hilal | 1                              |                                |                |                |            |            |  |  |                                 |                                 |
|  |                                 | Espérance de Tunis              | 0                               |          |                                |                                |                |                |            |            |  |  |                                 |                                 |
|  | Flamengo                        | Espérance de Tunis              | 0                               | 3        |                                |                                |                |                |            |            |  |  |                                 |                                 |
|  | Flamengo                        | Quinto lugar                    | Quinto lugar                    | 3        |                                |                                | Terceiro lugar | Terceiro lugar |            |            |  |  |                                 |                                 |
|  |                                 | Quinto lugar                    | Quinto lugar                    |          | Al-Hilal                       | 1                              | Terceiro lugar | Terceiro lugar |            |            |  |  |                                 |                                 |
|  | Al-Sadd                         | 2                               | Monterrey (pen)                 | 2 (4)    | Al-Hilal                       | 1                              |                |                |            |            |  |  |                                 |                                 |
|  | Al-Sadd                         | 2                               | Monterrey (pen)                 | 2 (4)    |                                |                                |                |                |            |            |  |  |                                 |                                 |
|  | Espérance de Tunis              | 6                               | Al-Hilal                        | 2 (3)    |                                |                                |                |                |            |            |  |  |                                 |                                 |
|  | Espérance de Tunis              | 6                               | Al-Hilal                        | 2 (3)    |                                |                                |                |                |            |            |  |  |                                 |                                 |
|  | 17 de dezembro – Doha (Khalifa) | 17 de dezembro – Doha (Khalifa) |                                 |          |                                |                                |                |                |            |            |  |  | 21 de dezembro – Doha (Khalifa) | 21 de dezembro – Doha (Khalifa) |

Todas as partidas seguem o fuso horário local (UTC+3).

### Play-off
| 11 de dezembro | Al-Sadd                                  | 3 – 1 (pro) | Hienghène Sport | Estádio Jassim Bin Hamad, Doha               |
| 20:30          | Bounedjah 26' · Hassan 100' · Ró-Ró 114' | Relatório   | Roïné 46'       | Público: 7 047 Árbitro: ALG Mustapha Ghorbal |

| Al-Sadd | Hienghène |

### Quartas de final
| 14 de dezembro | Al-Hilal  | 1 – 0     | Espérance de Tunis | Estádio Jassim Bin Hamad, Doha            |
| 17:00          | Gomis 73' | Relatório |                    | Público: 7 726 Árbitro: CHI Roberto Tobar |

| Al-Hilal | Espérance |

| 14 de dezembro | Monterrey                                       | 3 – 2     | Al-Sadd                    | Estádio Jassim Bin Hamad, Doha             |
| 20:30          | Vangioni 23' · Funes Mori 45+1' · Rodríguez 77' | Relatório | Bounedjah 66' · Hassan 89' | Público: 4 878 Árbitro: ROU Ovidiu Hațegan |

| Monterrey | Al-Sadd |

### Disputa pelo quinto lugar
| 17 de dezembro | Al-Sadd                                   | 2 – 6     | Espérance de Tunis                                        | Estádio Internacional Khalifa, Doha             |
| 17:30          | Bounedjah 32' (pen) · Al-Haydos 49' (pen) | Relatório | Elhouni 6', 42', 74' · Badri 13', 25' (pen) · Derbali 87' | Público: 15 037 Árbitro: TAH Abdelkader Zitouni |

| Al-Sadd | Espérance |

### Semifinais
| 17 de dezembro | Flamengo                                                       | 3 – 1     | Al-Hilal       | Estádio Internacional Khalifa, Doha        |
| 20:30          | De Arrascaeta 49' · Bruno Henrique 78' · Al-Bulaihi 82' (g.c.) | Relatório | Al-Dawsari 18' | Público: 21 588 Árbitro: USA Ismail Elfath |

| Flamengo | Al-Hilal |

| 18 de dezembro | Monterrey      | 1 – 2     | Liverpool                         | Estádio Internacional Khalifa, Doha        |
| 20:30          | Funes Mori 14' | Relatório | Keïta 12' · Roberto Firmino 90+1' | Público: 45 416 Árbitro: CHI Roberto Tobar |

| Monterrey | Liverpool |

### Disputa pelo terceiro lugar
| 21 de dezembro | Monterrey                  | 2 – 2     | Al-Hilal                       | Estádio Internacional Khalifa, Doha         |
| 17:30          | A. González 55' · Meza 60' | Relatório | Carlos Eduardo 35' · Gomis 66' | Público: 19 318 Árbitro: ROU Ovidiu Hațegan |

|                                                |       | Pênaltis                                          |  |
| J. González Medina Funes Mori Vásquez Cárdenas | 4 – 3 | Gomis Giovinco Carlos Eduardo Jang Hyun-soo Kanno |  |

| Monterrey | Al-Hilal |

### Final
| 21 de dezembro | Liverpool           | 1 – 0 (pro) | Flamengo | Estádio Internacional Khalifa, Doha                |
| 20:30          | Roberto Firmino 99' | Relatório   |          | Público: 45 416 Árbitro: QAT Abdulrahman Al-Jassim |

| Liverpool | Flamengo |

## Premiação
| Copa do Mundo de Clubes da FIFA de 2019 |
| Inglaterra                              |
| --------------------------------------- |
| Liverpool Campeão (1.º título)          |

Fair play
| Fair play | Espérance de Tunis |

### Individuais
| Bola de Ouro              | Bola de Prata             | Bola de Bronze            |
| ------------------------- | ------------------------- | ------------------------- |
| Mohamed Salah (Liverpool) | Bruno Henrique (Flamengo) | Carlos Eduardo (Al-Hilal) |

## Classificação final
Para estatísticas, partidas decididas na prorrogação são consideradas como vitória e derrota e partidas decididas nos pênaltis são contadas como empate.
| Pos. | Times              | Pts | J | V | E | D | GP | GC | SG |
| ---- | ------------------ | --- | - | - | - | - | -- | -- | -- |
| 1    | Liverpool          | 6   | 2 | 2 | 0 | 0 | 3  | 1  | +2 |
| 2    | Flamengo           | 3   | 2 | 1 | 0 | 1 | 3  | 2  | +1 |
| 3    | Monterrey          | 4   | 3 | 1 | 1 | 1 | 6  | 6  | 0  |
| 4    | Al-Hilal           | 4   | 3 | 1 | 1 | 1 | 4  | 5  | –1 |
| 5    | Espérance de Tunis | 3   | 2 | 1 | 0 | 1 | 6  | 3  | +3 |
| 6    | Al-Sadd            | 3   | 3 | 1 | 0 | 2 | 7  | 10 | –3 |
| 7    | Hienghène Sport    | 0   | 1 | 0 | 0 | 1 | 1  | 3  | –2 |

## Estatísticas

### Artilharia
3 gols (2)
- Baghdad Bounedjah (Al-Sadd)
- Hamdou Elhouni (Espérance de Tunis)

2 gols (5)
- Abdelkarim Hassan (Al-Sadd)
- Anice Badri (Espérance de Tunis)
- Bafétimbi Gomis (Al-Hilal)
- Roberto Firmino (Liverpool)
- Rogelio Funes Mori (Monterrey)

1 gol (13)
- Alfonso González (Monterrey)
- Antoine Roïné (Hienghène Sport)
- Bruno Henrique (Flamengo)
- Carlos Eduardo (Al-Hilal)
- Carlos Rodríguez (Monterrey)
- Giorgian De Arrascaeta (Flamengo)
- Hassan Al-Haydos (Al-Sadd)
- Leonel Vangioni (Monterrey)
- Maximiliano Meza (Monterrey)
- Naby Keïta (Liverpool)
- Salem Al-Dawsari (Al-Hilal)
- Sameh Derbali (Espérance de Tunis)
- Ró-Ró (Al-Sadd)

Gols contra (1)
- Ali Al-Bulaihi (Al-Hilal, para o Flamengo)

### Homem do Jogo
- Al-Sadd–Hienghène Sport:  Baghdad Bounedjah
- Al-Hilal–Espérance de Tunis:  André Carrillo
- Monterrey–Al-Sadd:  Rodolfo Pizarro
- Al-Sadd–Espérance de Tunis:  Hamdou Elhouni
- Flamengo–Al-Hilal:  Bruno Henrique
- Monterrey–Liverpool:  Mohamed Salah
- Monterrey–Al-Hilal:  Luis Cárdenas
- Liverpool–Flamengo:  Roberto Firmino

## Crítica
Em 2017, três países membros do Conselho de Cooperação do Golfo, juntamente com o Egito, cortaram laços diplomáticos com o Catar e criminalizaram viagens para seus cidadãos ao país. Em outubro, a FIFA vendeu 200 ingressos para a Copa do Mundo de Clubes para torcedores da Arábia Saudita e Bahrein e 500 para os dos Emirados Árabes Unidos e Egito. Em novembro de 2019, a Human Rights Watch (HRW) criticou a FIFA por negligenciar o bem-estar dos torcedores e vender ingressos para a Copa do Mundo de Clubes aos banidos por seus governos. A HRW afirmou que a FIFA deveria estar ciente dos riscos que os torcedores de futebol poderiam enfrentar em seus países e garantir que eles não fossem expostos ao risco de assédio ou processo judicial.
Em 5 de novembro de 2019, o chefe-executivo do Liverpool, Peter Moore, garantiu que as autoridades do Catar permitissem que torcedores de futebol LGBT participassem dos jogos da Copa do Mundo de Clubes da FIFA em dezembro de 2019.